# Egon Zimmermann
Egon Zimmermann (Lech am Arlberg, 1939. február 8. – Lech am Arlberg, 2019. augusztus 23.) olimpiai és világbajnok osztrák alpesisíző.

## Pályafutása
Az 1962-es chamonix-i világbajnokságon óriás-műlesiklásban arany-, lesiklásban bronzérmes lett. Az 1964-es innsbrucki olimpián lesiklásban aranyérmet szerzett.

## Sikerei, díjai
- Olimpiai játékok – lesiklás
  - aranyérmes: 1964, Innsbruck
- Világbajnokság
  - aranyérmes: 1962 (óriás-műlesiklás)
  - bronzérmes: 1962 (lesiklás)